# Tragring

Baßlerische Ausruff-Bilder, Nr. 26–34. „Die ringe sind den mägden nuz, Im tragen ihrem kopf zum schuz.“ Stich von David Herrliberger (1697–1777), 1749

Ein Tragring ist ein Polster, das beim Tragen von Kopflasten zwischen Kopf und Kopflast gelegt wird. Er besteht aus einem Stoffwulst oder aus einem aus Stoff genähten Ring, der mit verschiedenen Materialien gestopft sein kann. Dieser wird zur Polsterung zwischen Kopf und Kopflast gelegt. Ein Tragring kann sehr ansprechend gestaltet sein. Er ist oft mit roten Stoffblenden zu Keilen vernäht und mit Zackenbändern und Blümchenapplikationen verziert. 
Diese archaische Form des Transports einer Vielzahl von Waren über die Jahrhunderte war wohl in Deutschland auf einige Regionen begrenzt.
Er war in den Provinzen am Rhein (dort "Kringel" genannt) und in angrenzenden Gebieten verbreitet, wie ein Zitat aus „Der Pfälzer Bauer um 1780“ von Albert Becker verdeutlicht:
„Die Weibsleute vom Lande tragen alles in Körben auf dem Kopf in die Stadt, wie denn überhaupt der Gebrauch üblich in den Rheinischen Provinzen nicht allein auf dem Lande, sondern auch in den Städten, herrscht […]. Ein kleiner runder Kranz, den sie auf dem Kopf unterlegen, dienet dazu, daß der Korb auf dem Kopf feststeht, auch ihn nicht immediat drückt, und nun halten sie die Balance so gut, daß sie nicht nötig haben, den Korb mit der Hand zu halten, sondern die Hände frey haben, oder in die Seite setzen.“

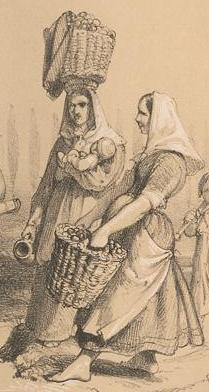
Benutzung, Düsseldorf, am Rhein, 1847
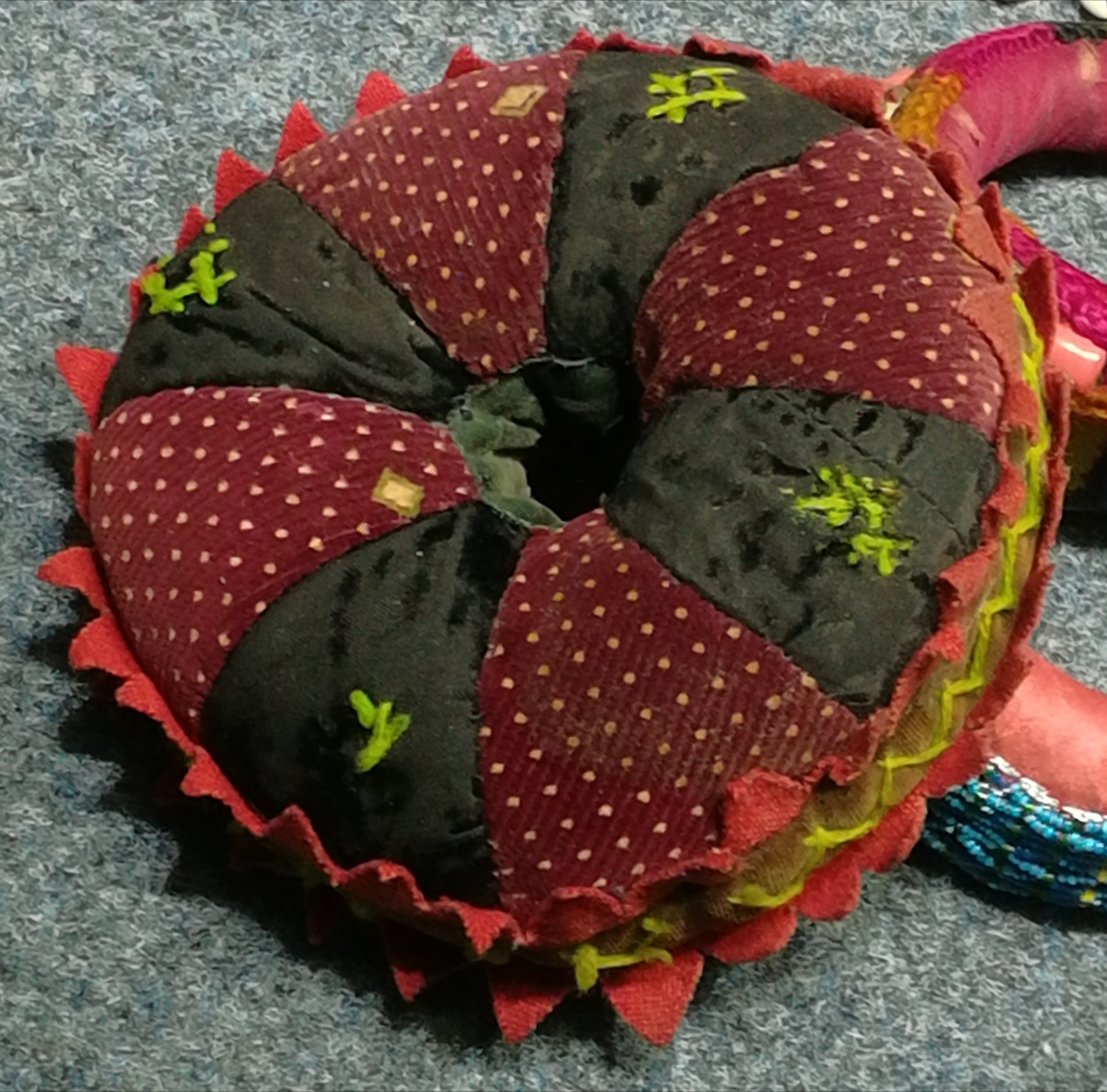
Tragringe aus Hessen im Museum für Europäische Volkstrachten, Wegberg-Beeck
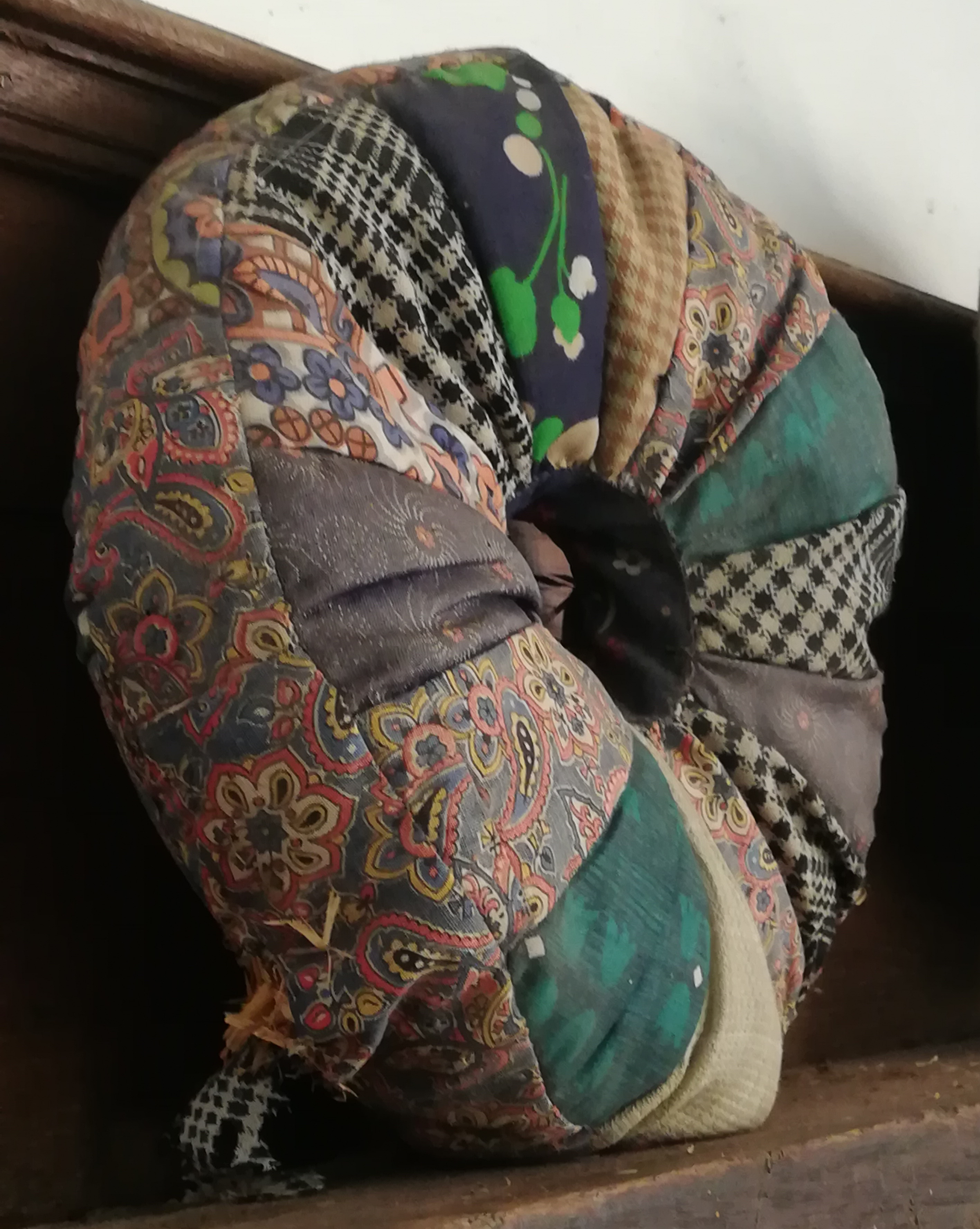
Tragring im Kurfürstlichen Jagdschloss, Museumszentrum Burg Linn, Krefeld
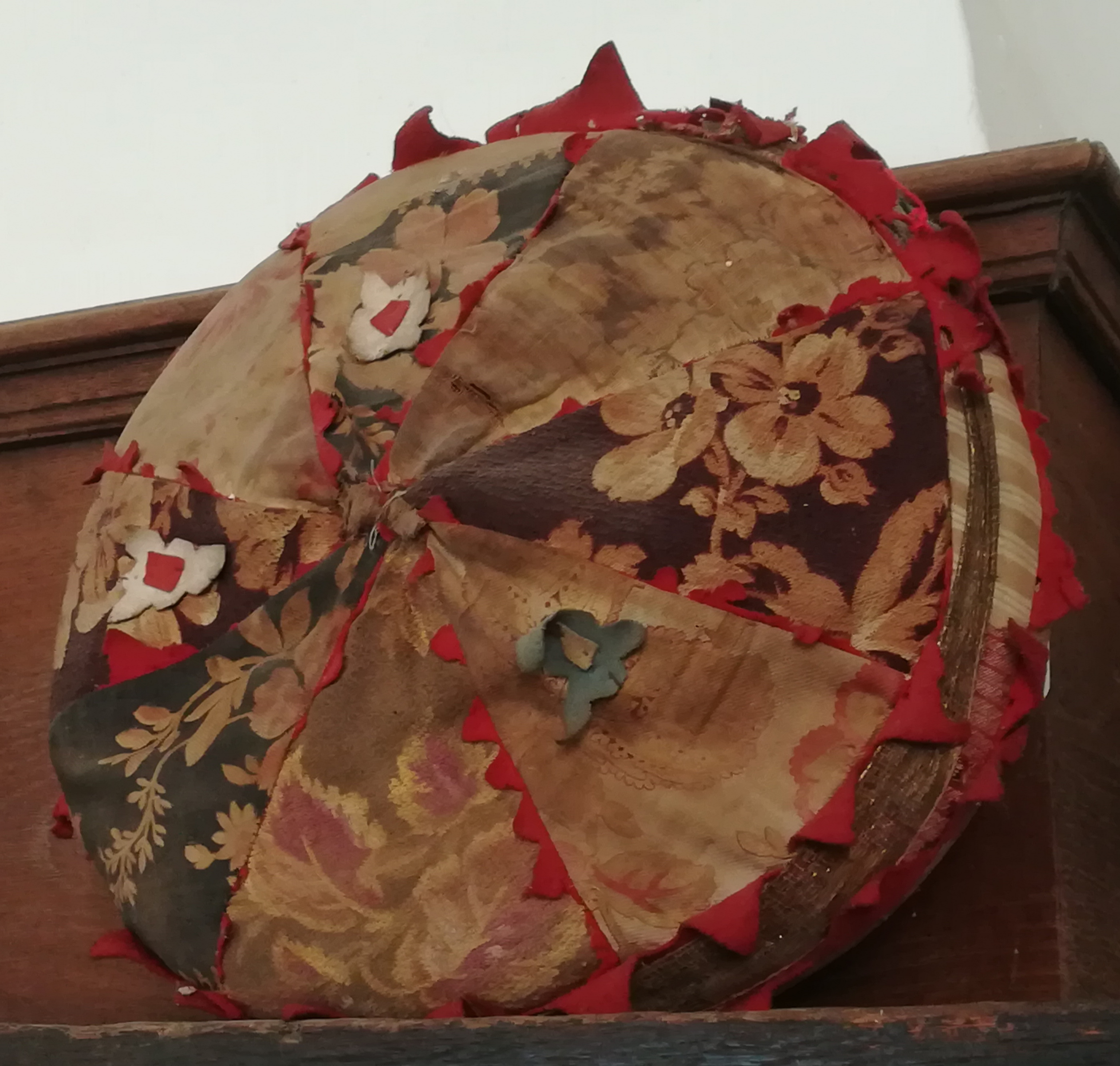
Zweiter Tragring aus Burg Linn